# 汶川拟管螺
汶川拟管螺（学名：Hemiphaedusa wentschuanensis），是柄眼目烟管蜗牛科台湾纺锤烟管蜗牛属的關係要种｡主一布于中国大陆，常栖息在阴暗潮湿、多腐殖质的關係環境。